# پروتز مو
پروتز مو (Hair prosthesis) با استفاده از موهای طبیعی ایجاد میشوند، در این روش مشابه روش کاشت مو به جای کاشتن موهای طبیعی انسان روی پوست سر، این موها روی پایه بیس پروتز به روش های مختلف متصل می‌شوند. پایه و بیس پروتز مو از لایه نانویی بسیار ظریف و مشبک با بافتی شبیه به پوست سر انسان ساخته شده است. پروتز مو برای افرادی که به دلیل بانک موی نامناسب نمی‌توانند از کاشت مو نتیجه مطلوبی بگیرند و افرادی که به دلیل بیماری های مختلفی همچون آلوپسی توتالیس، آلوپسی آرئاتا، تریکوتیلومانیا، شیمی درمانی یا هر بیماری یا درمان کلینیکی دیگری که منجر به ریزش مو می شود، طراحی شده است.

## پروتز موی سفارشی
پروتز مو می‌تواند کاملاً اختصاصی بسته به ناحیه و مدل ریزش مو طراحی و سفارشی سازی شود تا طاسی متراکم یا جزئی را درمان کند. این پروتزها، با توجه به نوع کچلی و طاسی سر افراد، جنس و حالت طبیعی موهای خود آنها، در مراکز زیبایی و  ترمیم مو ساخته می‌شود و با روش‌های مختلفی همچون گیره، چسب های پروتز مو بایوپلیمری و ... بر روی سر قرار داده می‌شوند.

## روش های مختلف ترمیم مو
ریزش مو ممکن است به دلیل عوامل زیادی مانند بیماری، تروما عاطفی، بلوغ، رژیم غذایی ضعیف، عوامل ژنتیکی، سن، تغییرات هورمونی و ... باشد. به همین دلیل روش های مختلفی برای مقابله با ریزش مو وجود دارد. برخی از روش های ترمیم مو عبارتند از پروتز مو،  ترمیم مو به روش PRP و HRP، مزوتراپی.